# Гондвана
Гондвана е южният суперконтинент, образуван след разпадането на Пангея, състоящ се от по-голямата част на съвременните земи в южното полукълбо – Антарктида, Южна Америка, Африка, Мадагаскар, Индия, Арабия, Австралия, Нова Гвинея, Нова Зеландия и др.
Суперконтинентът се е образувал в края на неопротерозоя, като финалните етапи на сблъсък между различните континентални фрагменти са в началото на палеозойската ера – през камбрия, преди около 530 милиона години. Останалата част от Пангея образува северния суперконтинет Лавразия – Северна Америка, Европа и Азия.